# Тибес (Порторико)
Тибес (шп. Tibes) град је у америчкој острвској територији Порторико, острвској држави Кариба.

## Демографија
По попису из 2010. године број становника је 362.
| Група             | 2000.    | 2010.       |
| Белци             | 0 (0,0%) | 0 (0,0%)    |
| Афроамериканци    | 0 (0,0%) | 44 (12,2%)  |
| Азијати           | 0 (0,0%) | 4 (1,1%)    |
| Хиспаноамериканци | 0 (0,0%) | 361 (99,7%) |
| Укупно            | 0        | 362         |